# Trường đua Zandvoort
Trường đua Zandvoort (tên chính thức là CM.com Circuit Zandvoort) là một trường đua xe chuyên dụng nằm ở đô thị Zandvoort, Hà Lan. Trường đua hiện đang đăng cai chặng đua GP Hà Lan của giải đua Công thức 1.

## Lịch sử

So sánh sự khác biệt giữa trường đua Zandvoor (cũ) và trường đua Zandvoor sau lần cải tạo năm 1999.

Các cuộc đua đường phố đã được tổ chức ở khu vực xung quanh trường đua Zandvoort từ trước Chiến tranh thế giới thứ hai. Đến năm 1948, một trường đua chuyên dụng dài khoảng 4,1 km được xây dựng để đăng cai chặng đua GP Hà Lan.
Từ năm 1952, chặng đua GP Hà Lan được sáp nhập và trở thành một chặng đua của giải đua Công thức 1 vô địch thế giới và được tổ chức đều đặn cho đến năm 1985 (trừ bốn năm 1954, 1956, 1957 và 1972).
Trong thập niên 1990, trường đua có 2 lần cải tạo lớn vào các năm 1990 và 1999. Sau lần cải tạo năm 1999 thì trường đua cơ bản giữ nguyên hình dạng cho đến hiện nay.
Đến năm 2020, do hiệu ứng từ tay đua Max Verstappen nên ban tổ chức F1 đưa chặng đua GP Hà Lan trở lại lịch thi đấu, trường đua Zandvoort cũng có nâng cấp lớn cho sự trở lại này. Tuy nhiên chặng đua này đã bị hủy do đại dịch COVID-19.
Từ năm 2021 thì trường đua Zandvoort chính thức trở lại đăng cai F1. Cho đến năm 2023 thì tay đua nước chủ nhà Max Verstappen đã chiến thắng 3 năm liên tiếp.

## Các kỷ lục vòng chạy
Các kỷ lục vòng chạy nhanh nhất của các giải đua được tổ chức ở trường đua Zandvoort:
| Giải đua                                   | Thời gian                                 | Tay đua                                   | Xe                                        | Sự kiện                                        |
| Kiểu đường Grand Prix 4.259 km (2020–nay)  | Kiểu đường Grand Prix 4.259 km (2020–nay) | Kiểu đường Grand Prix 4.259 km (2020–nay) | Kiểu đường Grand Prix 4.259 km (2020–nay) | Kiểu đường Grand Prix 4.259 km (2020–nay)      |
| ------------------------------------------ | ----------------------------------------- | ----------------------------------------- | ----------------------------------------- | ---------------------------------------------- |
| Historic Formula One                       | 1:31.977                                  | Mike Cantillon                            | Williams FW07C                            | Historic Grand Prix 2020                       |
| FREC                                       | 1:32.145                                  | Grégoire Saucy                            | Tatuus F.3 T-318                          | 2021 Zandvoort FREC Round                      |
| Formula Renault Eurocup                    | 1:32.215                                  | Victor Martins                            | Tatuus FR-19                              | 2020 Zandvoort Formula Renault Eurocup Round   |
| LMP2                                       | 1:33.395                                  | Jack Dex                                  | BR Engineering BR01                       | Historic Grand Prix 2020                       |
| GT3                                        | 1:34.856                                  | Norbert Siedler                           | Lamborghini Huracán GT3 Evo               | 2021 Zandvoort GT World Challenge Europe Round |
| Formula 4                                  | 1:35.349                                  | Sebastian Montoya                         | Tatuus F4-T014                            | 2021 Zandvoort ADAC F4 round                   |
| GT1                                        | 1:35.628                                  | David Hart                                | Maserati MC12 GT1                         | Historic Grand Prix 2020                       |
| GT4                                        | 1:43.704                                  | Bastian Buus                              | Porsche 718 Cayman GT4 Clubsport          | 2020 Zandvoort GT4 European Series round       |
| TCR Touring Car                            | 1:44.520                                  | Tom Coronel                               | Audi RS 3 LMS TCR                         | 2021 Zandvoort TCR Europe round                |
| Kiểu đường Grand Prix 4.307 km (1999-2019) |                                           |                                           |                                           |                                                |
| BOSS GP                                    | 1:21.044                                  | Klaas Zwart                               | Jaguar R5 F1                              |                                                |
| Formula 3                                  | 1:28.204                                  | Lando Norris                              | Dallara F317                              | 2017 Zandvoort F3 European Championship Round  |
| A1 GP                                      | 1:28.353                                  | Adrian Zaugg                              | Lola B05/52                               | 2007–08 A1 Grand Prix of Nations, Netherlands  |
| DTM                                        | 1:32.411                                  | Marco Wittmann                            | BMW M4 DTM                                | 2014 Zandvoort DTM Round                       |
| GT3                                        | 1:36.270                                  | Luca Ludwig                               | Mercedes-AMG GT3                          | 2017 Zandvoort ADAC GT Masters Round           |
| Formula 4                                  | 1:38.385                                  | Dennis Hauger                             | Tatuus F4-T014                            | 2019 Zandvoort ADAC F4 round                   |
| TCR Touring Car                            | 1:45.901                                  | Yann Ehrlacher                            | Honda Civic Type R TCR (FK8)              | 2018 FIA WTCR Race of the Netherlands          |
| GT4                                        | 1:46.480                                  | Ricardo van der Ende                      | BMW M4 GT4                                | 2016 Zandvoort GT4 European Series round       |
| WTCC                                       | 1:48.858                                  | Luca Rangoni                              | BMW 320si                                 | 2007 FIA WTCC Race of the Netherlands          |